# Synemosyna fasciata
Synemosyna fasciata är en spindelart som beskrevs av Mello-Leitao 1922. Synemosyna fasciata ingår i släktet Synemosyna och familjen hoppspindlar. Inga underarter finns listade i Catalogue of Life.